# Вег, Карлос
Ка́рлос Ве́г (англ. Carlos A. Vegh; род. 1 августа 1958 года в Монтевидео) — американский экономист уругвайского происхождения, главный экономист Всемирного банка по Латинской Америке и Карибскому бассейну, профессор международной экономики Университета Джонса Хопкинса и научный сотрудник Национального бюро экономических исследований США. Область научных интересов — денежно-кредитная и налогово-бюджетная политика в развивающихся экономиках.

## Биография

### Молодые годы и образование
Вег родился в Монтевидео в семье уругвайского экономиста, Алехандро Вега (Alejandro Végh Villegas), который в период с 1974 по 1983 год дважды занимал пост министра экономики и финансов Уругвая. Его дед не менее известен, поскольку был министром экономики в 1967 году. Молодой Вег поступил в старейший государственный Республиканский университет в Монтевидео, а затем перешёл в частный Американский университет в Вашингтоне, где в 1983 году получил степень бакалавра экономики. В 1987 году Вег защитил докторскую диссертацию в Чикагском университете под руководством Джошуа Айзенмана (в последующем — президента Международного общества экономики и финансов в 2011—2013 годы) и Якоба Френкеля (будущего главы Банка Израиля в 1991—2000 годы).

### Профессиональная деятельность
После завершения образования Вег начал карьеру в департаменте исследований МВФ, где проработал с 1987 по 1995 год. В Фонде Вегу довелось работать с плеядой блестящих ученых, благодаря которым ему довелось участвовать в ряде исследовательских проектов. В число коллег Вега входили Гильермо Кальво, Стэнли Фишер, Энрике Мендоза, Ратна Рахай и другие известные экономисты.
В 1995 году после завершения трудового контракта в Фонде Вег вернулся обратно в Чикагский университет в качестве приглашённого адъюнкт-профессора. Затем Вег надолго переходит в Калифорнийский университет, где он становится руководителем программы сравнительных и актуальных исследований в Латиноамериканском центре университета.
До 2017 года Вег преподавал в Университете Джонса Хопкинса. Он является автором учебника по макроэкономической теории открытой экономики для развивающихся стран, о котором Стэнли Фишер выразился как «исчерпывающей, основанной на теории и хорошо написанной экспозиции современной теории открытой экономики». В прошлом ему довелось также быть внештатным исследователем в Межамериканском банке развития, Центральном банке Колумбии и Банке Мексики.
В 2017 году Карлос Вег назначен главным экономистом Всемирного банка по Латинской Америке и Карибскому бассейну.

## Достижения в экономической теории
Вег широко известен благодаря активной публицистической деятельности. Его наиболее известные работы написаны по теме инфляции и её стабилизации в развивающихся экономиках и экономиках переходного периода. Кроме того, Вегу принадлежат работы о процентной политике центральных банков в развивающихся экономиках, оптимальном режиме валютного курса, циклических характеристиках налогово-бюджетной политики и фискальном мультипликаторе. Его главная работа, написанная совместно со Стэнли Фишером и Ратной Рахай, посвящена влиянию налогово-бюджетной политики на валютный курс и инфляцию.
Согласно их исследованию, расширение денежного предложения, вызванное дефицитом государственного бюджета, является движущей силой высокой инфляции в развивающихся экономиках. Значимость выводов для денежно-кредитной политики была признана среди руководства центральных банков. В частности, результаты анализа Вега и его коллег заслужили упоминания в выступлении Бена Бернанке (председателя ФРС США в 2006—14 годах), посвящённого инфляции в Латинской Америке.
Другой немаловажной работой Вега являлось исследование налогово-бюджетной политики в развивающихся экономиках. Согласно полученным выводам, налогово-бюджетная политика в большинстве развивающихся стран имеет проциклический характер, то есть ставки налогообложения понижаются во времена экономических бумов и повышаются в периоды спадов, а также, что налогово-бюджетная политика имеет слабое влияние на выпуск продукции в открытых экономиках. Выводы Вега и коллег заслужили упоминания в выступлении Джорджа Осборна (канцлера Казначейства Великобритании в 2010—16 годах).

## Издания
- Végh C. Open Economy Macroeconomics in Developing Countries. — Cambridge: MIT Press, 2013.

## Наиболее известные научные публикации
- Kaminsky G., Reinhart C., Végh C. When it rains, it pours: procyclical capital flows and macroeconomic policies. NBER Macroeconomics Annual, 2004. — Pp. 11—53.
- Talvi E., Vegh C. Tax base variability and procyclical fiscal policy in developing countries. Journal of Development economics, 2005. — № 1. — Pp. 156—190.
- Fischer S., Sahay R., Vegh C. Stabilization and growth in transition economies: the early experience. IMF Working Paper № 31, 1996.
- Ilzetzki E., Mendoza E. and Végh C. How big (small?) are fiscal multipliers? // Journal of Monetary Economics, 2013. — № 2. — Pp.239—254.
- Kaminsky G., Reinhart C., Vegh C. The unholy trinity of financial contagion // The Journal of Economic Perspectives, 2003. — № 4. — Pp. 51—74.